# سامسونگ اس‌جی‌اچ-آ۷۶۷
سامسونگ اس‌جی‌اچ-آ۷۶۷ یک‌نمونه از گوشی‌های تلفن همراه سری A شرکت سامسونگ می باشد که توسط همین شرکت به بازار عرضه شده‌است.